# فلورين لازار
فلورين لازار (بالرومانية: Florin Lazăr)‏ هو لاعب كرة قدم روماني في مركز الدفاع، ولد في 15 يناير 1980 في كرايوفا في رومانيا. لعب مع بيهور أوراديا ودينامو بوخارست ونادي أوتسيلول غالاتسي ونادي براشوف.

## وصلات خارجية
- فلورين لازار على موقع قاعدة بيانات كرة القدم.إي يو (الإنجليزية)
- فلورين لازار على موقع Soccerway.com (الإنجليزية)